# Aberystwyth
Aberystwyth (Mouth of the Ystwyth) je zgodovinsko trgovsko mesto, upravno središče in letovišče v Ceredigionu, Zahodni Wales, pogosto pogovorno znano kot Aber v bližini sotočja rek Ystwyth in Rheidol.
Od poznega 19. stoletja, ko je bila leta 1872 ustanovljena visoka šola, je bil Aberystwyth tudi glavno valižansko izobraževalno središče. Ob popisu prebivalstva leta 2001 je imelo mesto 15.935 prebivalcev [2], ob popisu 2011 se je zmanjšalo na 13.040. S predmestjem Llanbadarn Fawr ima 16.420 prebivalcev.

## Geografija
Mesto leži v bližini sotočja rek Ystwyth in Rheidol na zahodni obali Walesa. Čeprav ime nakazuje drugače, le reka Rheidol teče skozi mesto; po obnovi pristanišča reka Ystwyth teče ob robu mesta.
Aberystwyth ima pomol in dolg morski pas, ki se razteza od hriba Constitution na severnem koncu promenade do ustja pristanišča na jugu, pri čemer sta dve plaži razdeljeni z gradom. Mesto sestavljajo območja: Aberystwyth mesto, Llanbadarn Fawr, Waunfawr, Penparcau, Llanbadarn, Trefechan, Penparcau, ki je najbolj gosto naseljen.
Aberystwyth je glede na gostoto prebivalstva Združenega kraljestva osamljeno mesto. Najbližja večja naselja so oddaljena najmanj 1 uro 45 minut vožnje: Swansea na jugu je oddaljeno 110 km; Shrewsbury v Shropshiru v Angliji na vzhodu 120 km in Wrexham na severovzhodu približno 130 km. Valižansko glavno mesto Cardiff je oddaljeno več kot 160 km, London pa 340 km.
Aberystwyth ima oceansko podnebje (razvrstitev KÖPPEN Cfb) in je podobno kot po skoraj vsej Veliki Britaniji. To je še posebej izrazito zaradi zahodne obalne lege s pogledom na Irsko morje. Temperature kažejo temperaturo morja, prevladujejo vetrovi, ki prihajajo z zahoda. Najbližja vremenska postaja je Gogerddan, 3 kilometre severovzhodno, ki je na podobni nadmorski višini. Padavin je v povprečju 1112 mm na leto [8] z več kot 1 mm v 161 dneh. [9] Vse povprečne vrednosti se nanašajo na obdobje 1971–2000. 

## Opis
Aberystwyth je veliko turistično središče in kulturna povezava med severnim in južnim Walesom. Na Constitution vozi vlečnica Aberystwyth Cliff Railway, ki omogoča dostop do razgledišča in drugih zanimivosti na vrhu, medtem ko je najlepši pogled na osrednji Wales iz bližine mesta. To je divje Kambrijsko gorovje, katerih doline z gozdovi in travniki so se v stoletjih le malo spremenili. Obisk notranjosti je najprimernejši z ohranjeno ozkotirno železnico Vale of Rheidol.
Čeprav je mesto sorazmerno sodobno, ima več zgodovinskih stavb, tudi ostanke gradu in starega kolidža Aberystwythske univerze v bližini. Stara šola je bila zgrajena in odprta leta 1865 kot hotel, vendar pa je bila zaradi stečaja lastnika stavba na prodaj in jo je leta 1867 kupila univerza.  Nov univerzitetni kampus gleda Aberystwyth s hriba Penglais, vzhodno od središča mesta. Zadnja postaja železnice standardne tirne širine je tudi zelo veličastna, saj je bila zgrajena leta 1924 v značilnem slogu obdobja. Arhitektura je mešanica gotike, neoklasicizma in viktorijanske arhitekture.
Mesto je središče osrednjega Walesa, zato je tu več regionalnih ali državnih uradov. Morda najpomembnejša je Narodna knjižnica Walesa. V  njej je  tudi narodni filmski in glasbeni arhiv Walesa, ki je eden od šestih britanskih regionalnih filmskih arhivov. Kraljeva komisija za antične in zgodovinske spomenike Walesa, ki vzdržuje in je skrbnica National Monuments Record of Wales (NMRW), zagotavlja javnosti informacije o stavbni dediščini Walesa. Aberystwyth je tudi sedež državnih uradov UCAC in Cymdeithas yr Iaith Gymraeg ter Inštituta za travinje in okoljske raziskave. Svet za valižanske knjige in pisarne standardnega zgodovinskega slovarja valižanščine, Geiriadur Prifysgol Cymru, so prav tako v Aberystwythu.

## Zgodovina

### Mezolitik
Dokazano je, da je bila v mezolitiku površina Tan-y-Bwlcha ob vznožju Pena Dinasa (Penparcau) uporabljena kot nahajališče kremena, iz katerega so lovci in nabiralci izdelovali orožje, ki je bilo shranjeno, dokler se ni umaknil led. 

### Bronasta in železna doba
Ostanki keltske trdnjave na Penu Dinasu (ali pravilneje 'Dinas Maelor'), hrib v Penparcauu s pogledom na Aberystwyth, kažejo, da je bilo mesto naseljeno pred letom 700 pred našim štetjem.  Na hribu južno od sedanjega mesta čez reko Ystwyth so ostanki srednjeveške okrogle utrdbe, za katero verjamejo, da je bil grad, iz katerega je bila ugrabljena princesa Nest. Ta redko ohranjena struktura je zdaj na zasebnem zemljišču in je na voljo le po dogovoru. 

### Srednji vek
Po zgodovinskih zapisih o Aberystwythu gradnja trdnjave datira v leto 1109, ko jo je gradil Gilbert Fitz Richard (ded Richarda de Clara, znan kot Strongbow, valižansko-normanski gospodar, znan po svoji vodilni vlogi pri normanskem vdoru na Irsko). Gilbert Fitz Richard je dobil zemljišča in gospostvo nad Cardiganom, tudi grad od Henrika I. Trdnjava, ki je bila zgrajena v Aberystwythu, je bila približno kilometer in pol južno od današnjega mesta, na hribu nad južnim bregom reke Ystwyth.  Edvard I. je zamenjal Strongbowov grad leta 1277,  po uničenju, ki so ga povzročili Valižani.  Njegov grad je bil kljub temu zgrajen drugje, na sedanjem grajskem hribu nad mestom. Med letoma 1404 in 1408 je bil grad v rokah Owaina Glyndŵrja, a na koncu predan princu Harryju (poznejšemu kralju Henriku V.). Kmalu po tem je bilo ustanovljeno mesto Ville de Lampadarn (starodavno ime kraja Llanbadarna Gaeroga ali utrjen Llanbadarn, da se razlikuje od vasi Llanbadarn Fawr, ki je 1,6 km v notranjost). Zato je bila sestavljena kraljeva listina Henrika VIII. Toda v času Elizabete I. je bilo mesto v vseh dokumentih imenovano Aberystwyth. 

### Zgodnja moderna doba
Leta 1649 so parlamentarne čete porušile grad, tako da so njegovi ostanki zanemarljivi, čeprav še vedno stojijo deli treh stolpov. Leta 1988 so na območju gradu izkopali popolno moško okostje, namerno pokopano. Čeprav okostja v valižanskih kislih tleh redko preživijo, je bilo to okostje verjetno konzervirano z dodatkom apna iz stavbe. Znano je kot "Charlie" in je zdaj v muzeju Ceredigion v mestu. Verjetno izvira iz obdobja angleške državljanske vojne in je najbrž umrl med parlamentarnim obleganjem. Njegova podoba se vidi v enem od devetih mozaikov, ki krasijo grajsko obzidje.  
Hafod Uchtryd je bil dvorec, ki ga je zgradil Thomas Johnes leta 1783, del dvorca je zasnoval John Nash. V urejenih vrtovih so peščeni deli gričev, ki pritegnejo poglede. Zgrajeni so bili ceste in mostovi, posajenih več sto tisoč dreves. Pokrajina privablja številne obiskovalce. Obiskoval jo je tudi  Samuel Taylor Coleridge in morda je bila navdih za dele v njegovi pesnitvi Kubla Khan. Hiša je bila porušena leta 1955, vendar je pokrajina ostala do danes. 
Podeželska industrija in obrtniki so bili pomemben del življenja v mestu. Informacije, zapisane v lokalnem trgovskem imeniku za 1830, kažejo, da je bilo v Aberystwythu: 20 čevljarjev, osem pekov, dva mlinarja koruze, 11 tesarjev, en kovača, sedem krojačev, dve šivilji, dva oblikovalca slamnikov, dva oblikovalca klobukov, trije strojarji, štirje sedlarji, dva kleparja, šest mlinarjev pšenice, dva izdelovalca kož, štirje usnjarji, osem kamnosekov, en pivovar, štirje žgalci apna, trije izdelovalci ladij, trije kolarji, pet mizarjev, en žebljar, en vrvar in en izdelovalec jader.

### Viktorijanska doba
Proga kambrijske železnice iz Machynlletha je dosegla Aberystwyth leta 1864, sledile so železniške povezave do Carmarthena, kar je povzročilo gradnjo zanimive železniške postaje. Kambrijska proga je bila odprta na veliki petek 1869, isti dan, ko je bil po projektu Evgenija Bircha odprt nov 292 metrov dolg pomol Royal Pier, kar je privabilo 7000 obiskovalcev. [24]
Železnica je bila povod za večji viktorijanski turistični razcvet. V tem času je bilo zgrajenih več hotelov in lepih mestnih hiš, tudi Queen's Hotel, pozneje preimenovan v Swyddfa'r Sir. V njem so bile pisarne mestnega sveta. Znan je tudi po tem, ker so ga uporabili za zunanje prizore policijske postaje v televizijski oddaji Hinterland. Eden največjih hotelov, The Castle Hotel, nikoli ni bil dokončan kot hotel. Po stečaju je bil poceni prodan odboru valižanske univerze, skupini ljudi, ki so se ukvarjali z oblikovanjem valižanske univerze. University College of Wales (pozneje Aberystwyth University) je bil ustanovljen leta 1872 v tej stavbi.
Aberystwyth je prispeval kot samoupravno mestno območje, dokler ni leta 1885 po zakonu o tretji reformi postal okrožje.
Leta 1895 so različni poslovneži, ki so bili v ozadju družbe Aberystwyth New Harbour, ustanovili Aberystwyth Improvement Company (AIC), ki naj bi  prevzela del nekdanje Bourne Engineering & Electrical. Leta 1896 je AIC končal tri projekte: nov javni del paviljona za kraljevi pomol; zgradil hotel Cambria (pozneje teološki kolidž) in ustanovil Constitutional Hill, Ltd., za razvoj viktorijanskega tematskega parka. Glavni inženir George Croydon Marks je izdelal vse projekte za ACI, tudi za najdaljšo vzpenjačo z do 50-odstotnim vzponom v Združenem kraljestvu, ki bi potnike pripeljala v park, in kamero obskuro.

### Sodobni časi
V Aberystwythu so bili leta 1865, 1916, 1952 in 1992 festivali literature, glasbe in performansa National Eisteddfod . 
V noči na petek, 14. januarja 1938, je neurje z vetrom, ki je pihal s hitrostjo 140 km/h, prizadelo mesto. Večina promenade skupaj z 61 m pomola je bila uničena. Veliko delov obale je bilo poškodovanih, tudi severni del Kraljeve hiše, tisti  na Viktorijini terasi, ki je bila najbolj poškodovana. Za zaščito so do leta 1940 izdelali keson, pri čemer so skupni stroški gradnje znašali do 70.000 £ (kar je danes 2,5 milijona £). 
Cymdeithas yr Iaith Gymraeg (Družba za ohranitev valižanščine) je 2. februarja 1963 izvedla prvi zgodovinski protest na mostu Trefechan.  1. marca 2005 je Aberystwyth dobil status mesta pravične trgovine (Fairtrade Town). 
Med neurjem zaradi ciklona Dirk, ki je divjal v petek, 3. januarja 2014, je mesto postalo eno najbolj prizadetih v Walesu, ogromno je bilo izruvanih balvanov iz obmorskih zidov, zaradi česar so bile ceste in pločniki vzdolž promenade pokopani pod maso tlakovcev, zidakov, skrilavcev in zvite pločevine.  Posesti ob promenadi so nato evakuirali za naslednjih pet dni, tudi 250 študentov z univerze. [35] Svet Ceredigiona je pri valižanski vladi zahteval sredstva za odpravo škode, medtem ko je državna ustanova za naravne vire (Natural Resources Wales) še vedno opravljala raziskave in skrbela za nujne preprečitvene ukrepe. 

## Kultura

### Narodna knjižnica Walesa
Narodna knjižnica hrani obvezni izvod na državni ravni. Ustanovljena je bila leta 1907 in jo sofinancira valižanska vlada. Knjižnica velja za eno izmed največjih knjižnic na svetu in na njen mednarodni ugled so ponosni vsi Valižani.  Valižanščina je glavno komunikacijsko sredstvo v organizaciji, ki si prizadeva za zagotavljanje vseh javnih storitev v valižanščini in angleščini. 

### Univerza v Aberystwythu
Aberystwyth je sedež univerze. Njen predhodnik, University College Wales, je bil ustanovljen leta 1872 in se je v sredini 1990-ih preimenoval v »University of Wales, Aberystwyth«. Pred ustanovitvijo kolidža je imel Wales zelo omejeno akademsko raven, St. David's College, Lampeter (ustanovljena leta 1822, od leta 2010 je združena s Trinity University College Carmarthen, postala je del University of Wales, Trinity Saint David' s kampusi v Carmarthenu in Lampeterju).

## Turizem in gospodarstvo
Mestne znamenitosti so:
- gorska železnica, vlečnica,
- viktorijanska kamera obskura na vrhu hriba Constitution,
- ozkotirna železnica Vale of Rheidol Railway  (Aberystwyth do Devil's Bridge),
- umetniško središče,
- Park Penglais, naravni rezervat,
- kolesarska pot Ystwyth,
- Narodna knjižnica Walesa.

## Pobratena mesta
Aberystwyth je pobraten z mesti:
- Kronberg im Taunus, Hessen,  Nemčija
- Saint-Brieuc, Bretanija,  Francija[24]
- Esquel v Patagoniji,  Argentina[25]